# Chiesa di Santa Maria dell'Itria (Trapani)
La chiesa di Santa Maria dell'Itria è una chiesa di Trapani, sita in via Garibaldi.
Questa chiesa è comunemente chiamata Santa Rita perché vi si venerano la santa di Cascia e le reliquie del venerabile Fra Santo di San Domenico.

## Storia

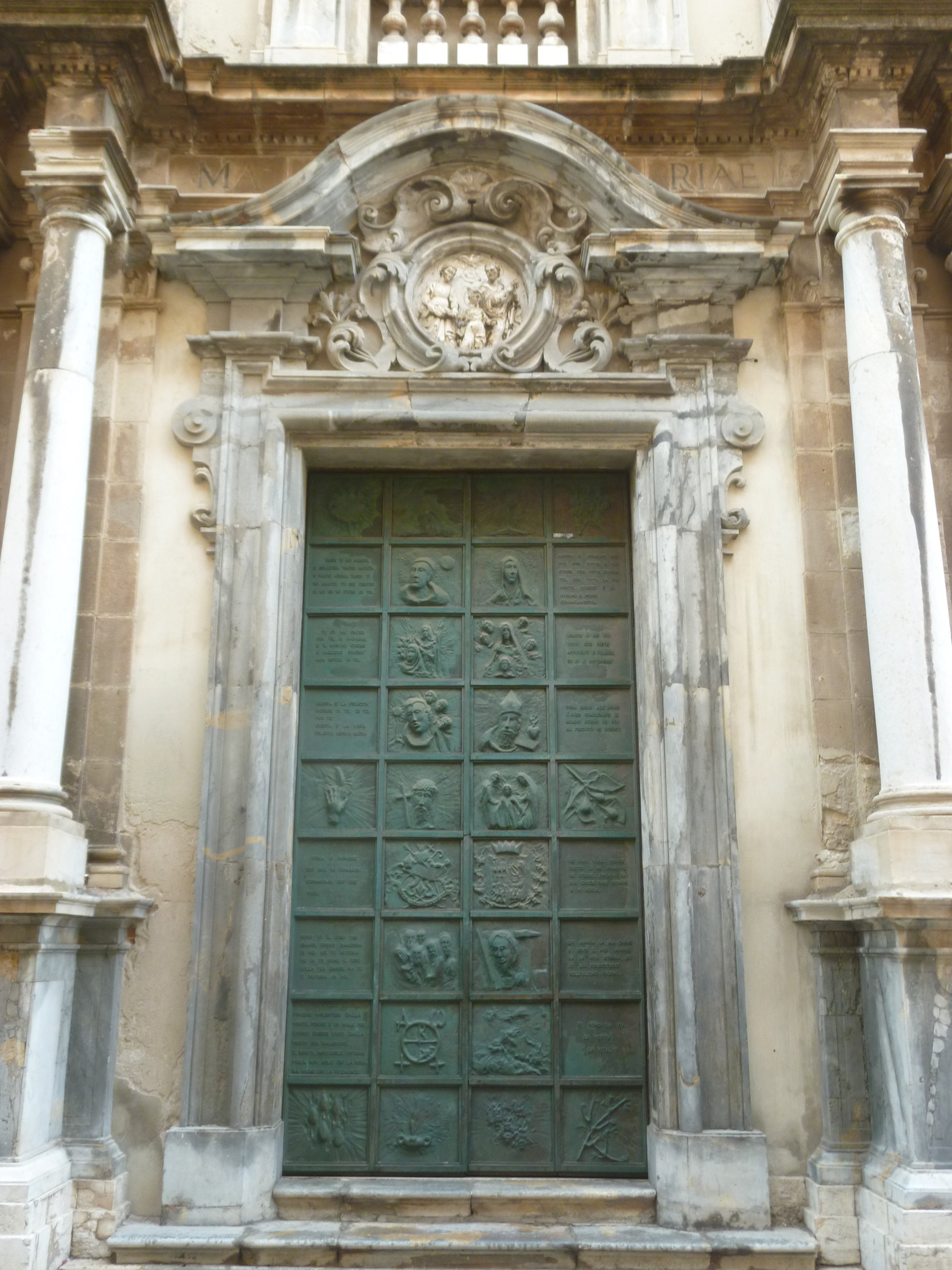
Portale.

### Epoca spagnola
Notevole esempio di barocco siciliano, fu fatta costruire insieme al convento dagli agostiniani scalzi che nel 1621, ottennero, dalla Confraternita di Santa Maria dell'Itria, la chiesa già esistente.
Durante la pestilenza che colpì Trapani nel 1624 rimasero contagiati e persero la vita 17 dei 18 frati del convento.
- 29 gennaio 1687, solenne consacrazione presieduta da Bartolomeo Castelli, vescovo della diocesi di Mazara del Vallo.

## Esterno
La facciata del 1745 è di Pietro Castro. Ospitava nelle nicchie inquadrate da colonne corinzie poste nei due ordini della facciata, quattro statue che raffiguravano i primi quattro frati canonizzati dell'Ordine agostiniano, attribuite allo scultore trapanese Cristoforo Milanti: Sant'Agostino d'Ippona, San Tommaso da Villanova, San Nicola da Tolentino e San Giovanni da Sahagun. I manufatti furono abbattuti nel corso dei lavori di restauro del prospetto eseguiti nel 1827.

## Interno

### Navata destra
- Prima campata: Cappella di Maria Santissima dell'Odigitria. Nell'edicola è documentato il dipinto raffigurante Maria Santissima dell'Odigitria, opera di Giuseppe Felice.[5] Quadretto raffigurante Maria Santissima di Belvedere. Sotto la mensa è custodito il corpo di San Concordio martire.
- Seconda campata: Cappella della Concezione. Nell'edicola è documentato il dipinto raffigurante l'Immacolata Concezione, opera di Giuseppe Felice.[5] Quadretto raffigurante Santa Rita. Sotto la mensa è custodito il corpo di San Celestino martire.
- Terza campata: Cappella di Sant'Agostino. Nell'edicola è documentato il dipinto raffigurante l'Estasi di Sant'Agostino, opera di Antonio Novelli detto il Monrealese. Statuetta di Maria Santissima di Trapani. Sotto la mensa è custodito il corpo di San Severino martire.

### Navata sinistra
- Prima campata: Cappella dell'Arcangelo Raffaele. Nell'edicola è documentato il dipinto raffigurante l'Arcangelo Raffaele e Tobiolo, opera di Giuseppe Felice. Dipinto raffigurante il Sacro Cuore di Gesù di scuola romana. Sotto la mensa è custodito il corpo di San Fortunato martire.[5]
- Seconda campata: Cappella del Santissimo Crocifisso. Sulla parete campeggia il Crocifisso opera di Pietro d'Orlando delimitato da grandi reliquiari. Ai piedi del manufatto è presente la statua raffigurante Maria Santissima Addolorata. Sotto la mensa è custodito il corpo di San Vittorino martire. L'ambiente è delimitato da balaustra.
- Terza campata: Cappella di San Nicolò di Tolentino. Nell'edicola è documentato il quadro raffigurante l'Estasi di San Nicolò di Tolentino, opera di Andrea Carreca. Quadretto raffigurante Maria Santissima della Salute. Sotto la mensa è custodito il corpo di San Severo martire.
  - Pulpito.

### Presbiterio
- Altare maggiore in marmo realizzato da maestranze napoletane. Nella nicchia le statue raffiguranti Gesù, Giuseppe e Maria dello scultore Andrea Tipa. Sotto l'altare è custodito San Vincenzo martire. Ai lati due grandi reliquiari realizzati su grandi lastroni di libeccio. Ambiente recintato da balaustra.

## Opere
All'interno della chiesa si trovano opere di Andrea Tipa (XVIII secolo), un crocifisso di Pietro Orlando (XVII secolo), una tela di sant'Agostino di Pietro Novelli (XVII secolo), il quadro di San Nicolò da Tolentino di Andrea Carreca (XVII secolo) e quadri di Giuseppe Felice (XVII secolo).
- XVII secolo, Arcangelo Raffaele e Tobia, Madonna dell'Itria, Immacolata Concezione, ciclo dipinti, opere di Giuseppe Felice.[7]

## Sacrestia
Sacrestia con armadio in legno di cipresso e noce. Nell'ambiente è documentato il quadrone raffigurante Dio che porge il Bambino Gesù a San Giuseppe e Maria, opera di Domenico La Bruna.

## Convento
Il convento annesso alla chiesa, dopo il 1861 è stato confiscato dallo Stato. Dal 1923 è sede del Liceo scientifico Vincenzo Fardella.

### Oratori
- Oratorio della Vergine Santissima sotto il titolo della «Presentazione al Sacro Tempio di Gerusalemme» sede del noviziato. Nell'ambiente è documentato il quadro raffigurante la Vergine Santissima sotto il titolo della «Presentazione di Maria al Sacro Tempio di Gerusalemme», opera di Domenico La Bruna.

- Oratorio della Vergine Santissima sotto il titolo del «Belvedere». Nell'ambiente sono documentati i seguenti dipinti: Concezione, Nascita, Imposizione del Nome di Maria, Presentazione al Tempio, Annunciazione, Visitazione a Santa Elisabetta, Nascita di Gesù Bambino, Purificazione di Maria Santissima, Fuga in Egitto, Morte di Maria Santissima e il quadrone raffigurante l'Assunzione di Maria Santissima al Cielo, ciclo realizzato da Domenico La Bruna e portato a compimento da Vincenzo Brunetti.

## Confraternita di Santa Maria dell'Itria
Sodalizio che ha sede presso il luogo di culto.